# Протекторат Дания
Протекторат Дания (дат. Besættelsen af Danmark, нем. Protektorat Dänemark) — период оккупации Дании нацистской Германией во время Второй мировой войны с 9 апреля 1940 года по 5 мая 1945 года. Формально до 29 августа 1943 года Дания сохраняла суверенитет как протекторат под управлением Кристиана X и собственного правительства, но фактически находилась под контролем немецких оккупационных властей.

## Предыстория
После начала Второй мировой войны Дания объявила нейтралитет, но Вермахт вторгся в страну 9 апреля 1940 года в рамках операции «Везерюбунг». Датская армия оказала лишь символическое сопротивление, и правительство капитулировало в тот же день, чтобы избежать разрушений.

## История протектората

### Вторжение и установление оккупационного режима
9 апреля 1940 года вооружённые силы нацистской Германии вторглись на территорию Дании в рамках операции «Везерюбунг». За шесть часов немецкие войска установили полный контроль над страной. В 10:00 того же дня датское правительство призвало граждан не оказывать сопротивления.
Немецкий пресс-атташе в Копенгагене потребовал ввести цензуру публикаций о вермахте, что было реализовано 16 апреля. Вскоре были запрещены массовые собрания и демонстрации.

### Коллаборационистское правительство
10 апреля 1940 года было сформировано коалиционное правительство национального единства под руководством Торвальда Стаунинга. Датская армия была сокращена, а её тяжёлое вооружение конфисковано вермахтом.
12 апреля генерал-лейтенант Вильям Вайн заявил в радиообращении: «Никто в армии не нарушил своего долга по отношению к королю и родине».

### Экономическая эксплуатация
22 апреля 1940 года Германия потребовала передать:
- Системы ПВО
- Военные корабли для охраны моста через Малый Бельт
- Стройматериалы для укреплений на островах Лесё и Анхольт[2]

Согласно торговому соглашению, экспорт в Великобританию был запрещён, а экономика переориентирована на Германию. К декабрю 1940 года внешний долг Германии перед Данией составил 420 млн крон.

### Ужесточение оккупационного режима
29 августа 1943 года немецкие власти:
- Распустили датское правительство
- Ввели прямое военное управление
- Начали операцию «Сафари» по разоружению датской армии[8]

Датский флот затопил 29 кораблей, включая 6 миноносцев и 5 торпедных катеров. 13 кораблей ушли в Швецию.